# Freshmarket

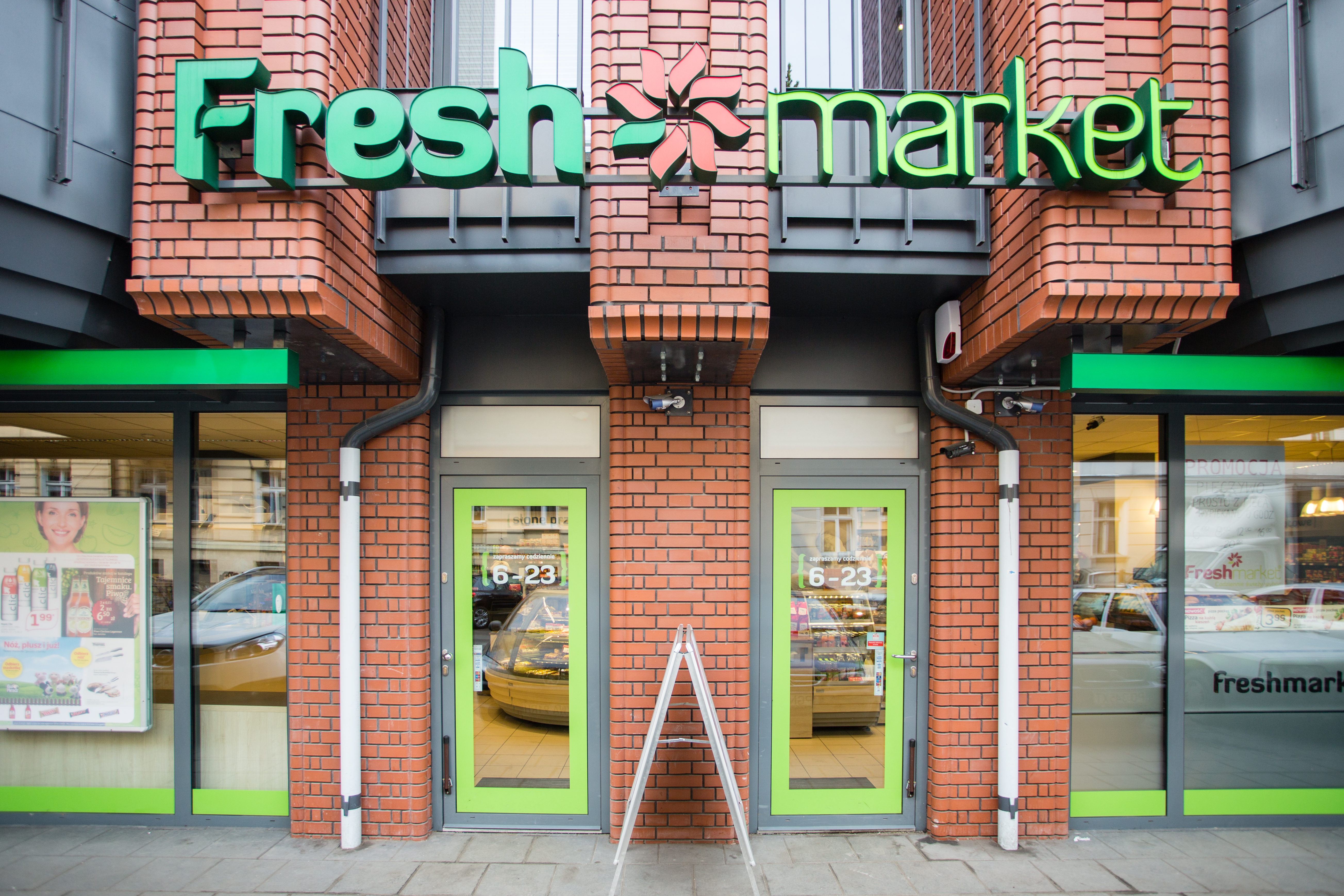
Sklep Freshmarket

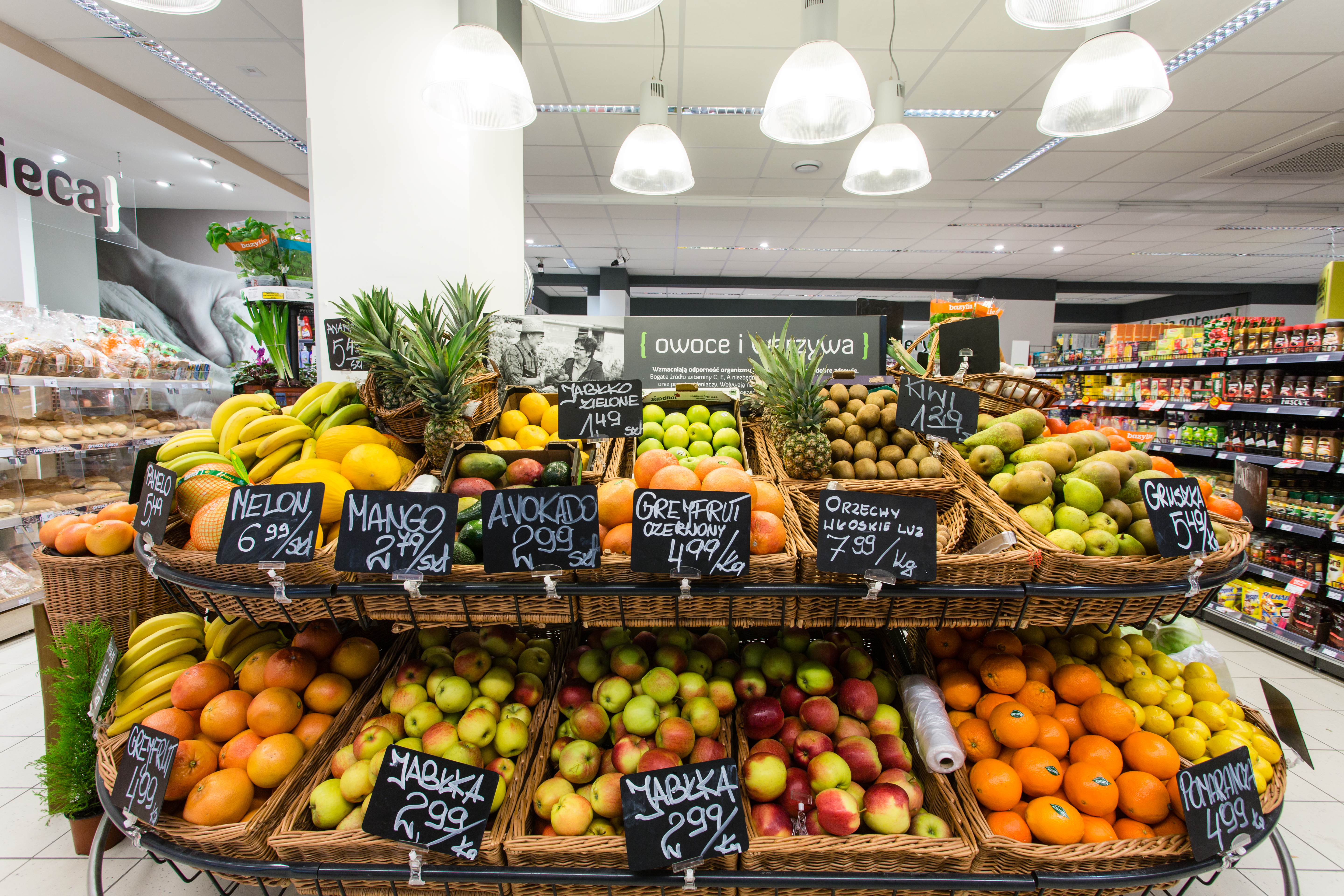
Freshmarket – asortyment

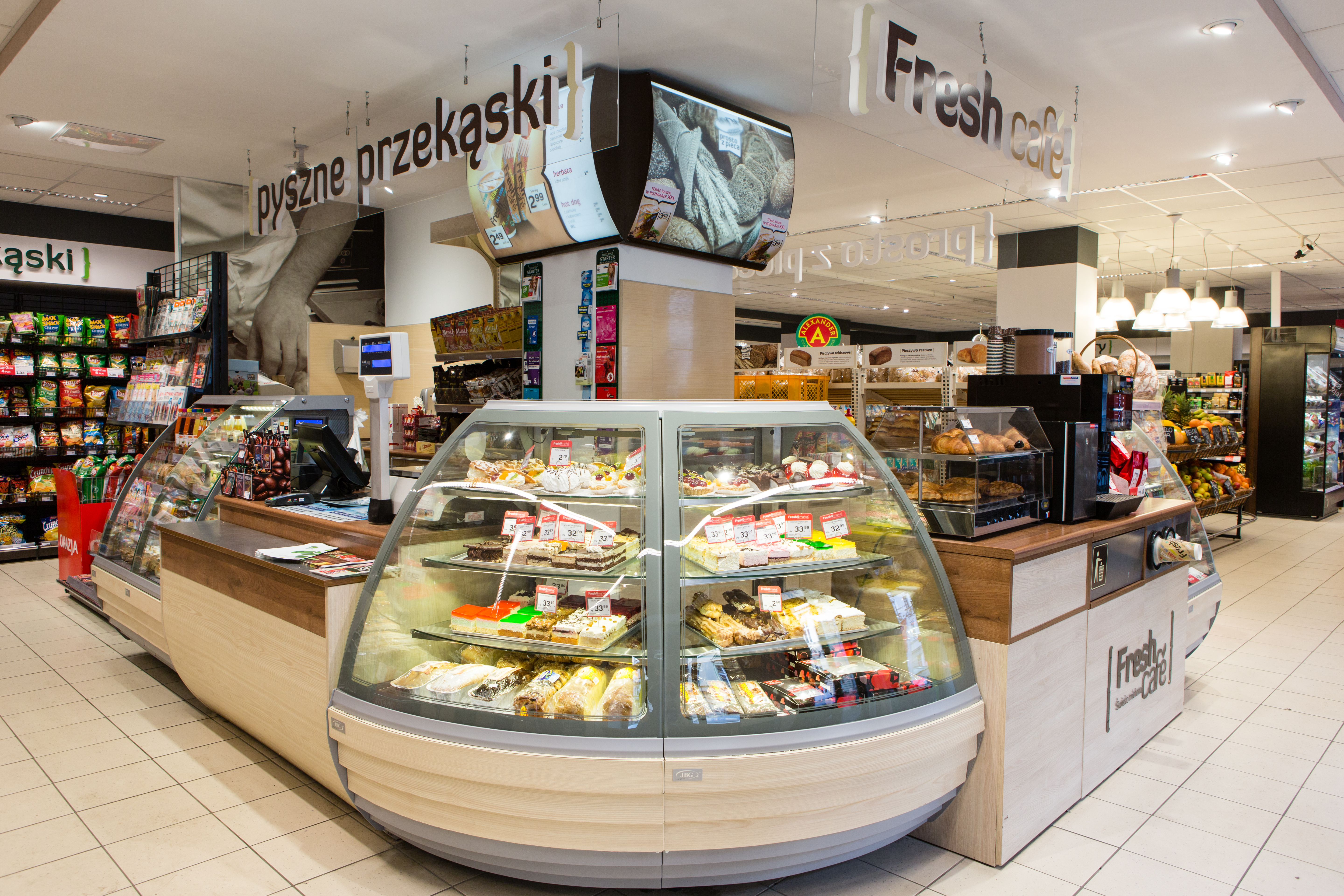
Freshmarket – wnętrze

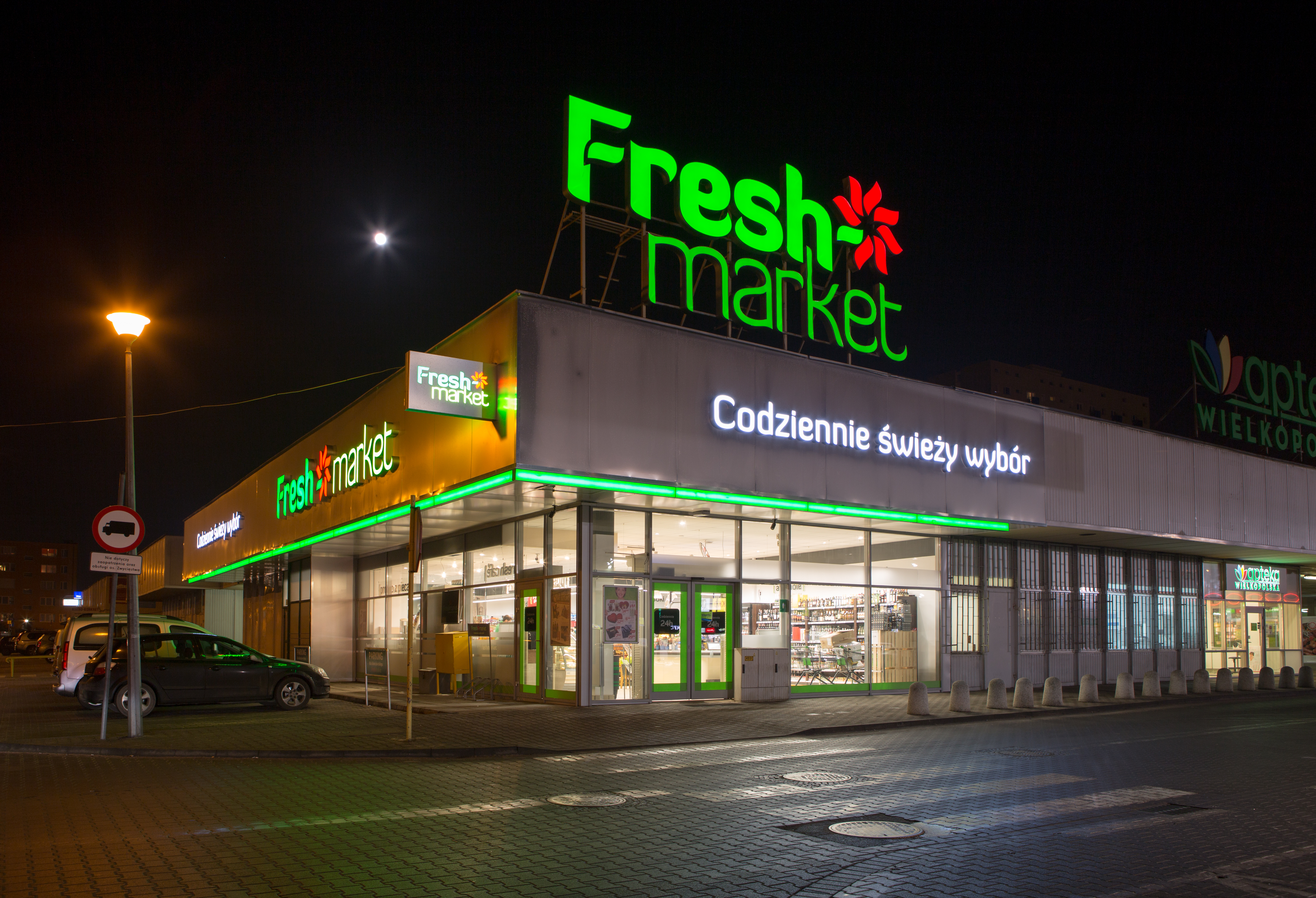
Freshmarket

Freshmarket – polska sieć sklepów o charakterze proximity supermarket, czyli sklepów w pobliżu osiedli mieszkaniowych lub miejsc pracy, zaspokajających kompleksowo potrzeby klientów, działająca od 2009 roku, prowadzona przez spółkę Żabka Polska. Do końca 2019 roku wszystkie sklepy Freshmarket zaczęły funkcjonować pod marką Żabka.

## Historia
Inicjatorem powstania nowej sieci handlowej był Jacek Roszyk, ówczesny prezes zarządu spółki Żabka Polska. Pierwszy sklep sieci został otwarty w Lesznie w 2009. Rok później sklepy Freshmarket otrzymały nagrodę Laur Konsumenta w kategorii Odkrycie Roku. W 2011 sieć została uznana za Market Roku 2011 w plebiscycie organizowanym przez miesięcznik Wiadomości Handlowe. Również w tym roku sieci sklepów Freshmarket zostały przyznane tytuły: Najwyższa Jakość oraz Złote Godło QI 2011 w kategorii QI Services za oferowanie usług o najwyższej jakości. W 2013 sieć ponownie została nominowana do nagrody Market Roku.

## Działalność
Sklepy Freshmarket to placówki convenience, działające w konwencji deli (oferujące markowe produkty FMCG oraz usługi i asortyment poszerzony o dania gotowe, ciepłe przekąski i napoje), w systemie samoobsługowym, czynne siedem dni w tygodniu od 6.00 do 23.00, zlokalizowane w centrach miast oraz w pobliżu osiedli.
Właściciel sieci Freshmarket – firma Żabka Polska sp. z o.o. ma cztery centra dystrybucyjne – w Plewiskach k. Poznania, Tychach, Nadarzynie i Pruszczu Gdańskim.
W 2018 część sklepów przeszło pod szyld Żabka, jednak właściciel sieci nie potwierdził całkowitej rezygnacji z marki. W 2019 roku pozostało mniej niż 100 sklepów Freshmarket.

## Usługi
Oprócz zakupów klienci mają możliwość skorzystania z pakietu usług, takich jak: opłacenie rachunków, wysłanie kuponu lotto, zakup doładowań na telefony komórkowe, wypłata gotówki. W sklepie jest również stoisko FreshCafe, które oferuje kupującym świeżo parzoną kawę oraz drobne przekąski.

## Ajencja
Sklepy Freshmarket, działają na zasadzie ajencji. Ajenci są indywidualnymi przedsiębiorcami i prowadzą własną działalność gospodarczą. Ajent sklepu Freshmarket podpisuje umowę z firmą Żabka Polska sp. z o.o. Na mocy tej umowy ajenci otrzymują w podnajem wyposażony sklep, z pełnym zatowarowaniem. Osoby prowadzące sklepy Freshmarket otrzymują także zasób wiedzy firmy Żabka Polska sp. z o.o. Celem tego działania jest utrzymanie jednolitego, dla całej sieci, standardu obsługi oraz jednakowej wizualizacji wewnętrznej i zewnętrznej. Ajenci w ramach rozwoju mają możliwość rozwoju kompetencji menedżerskich i zarządzania większym sklepem oraz liczniejszym zespołem sprzedaży.

## Kampania reklamowa
We wrześniu 2014 roku Freshmarket ruszył z kampanią reklamową prezentującą nową strategię firmy. Sieć zainwestowała w rozwój kategorii produktów świeżych, takich jak: warzywa, owoce, mięso i wędliny, które są dostarczane do sklepów 6 razy w tygodniu. W tym celu spółka Żabka Polska Sp. z o.o. nawiązała współpracę z lokalnymi dostawcami. W sklepach sieci Freshmarket były dostępne również produkty tradycyjne m.in. nabiał, wędliny, konfitury i piwa, dostarczane m.in. przez spółkę Produkty Klasztorne oraz pieczywo wypiekane na miejscu. Do współpracy przy kampanii zaproszono artystów: Kayah i Andrzeja Piasecznego, którzy wspólnie nagrali odświeżoną wersję piosenki „I Say a Little Prayer” wykonywanej wcześniej przez Arethę Franklin.